# Mariánské náměstí (České Budějovice)
Mariánské náměstí v Českých Budějovicích se rozkládá severně od historického centra, v místě, kde ze středověkého města za Pražskou branou vycházela silnice směrem na Prahu.

## Lobkowické náměstí
Původně byla část současného náměstí od ulice 28. října západně nazývána jako Mariánské náměstí (podle původního umístění Mariánského sousoší z roku 1716) a část východně pojmenovaná Lobkowické náměstí, též Lobkovické náměstí. Tento název se používal od roku 1823, kdy na místě nechal krajský hejtman Augustin Longin Josef kníže Lobkowicz (1797–1842) postavit pavilonek s kašnou zásobovanou kvalitní pitnou vodou. Městské studny byly tou dobou znečistěné a šířily se z nich epidemie.

## Pojmenování
- 1875 – stanoveny oficiální názvy Mariánské a Lobkowické náměstí[2]
- 1921 – sloučení a přejmenování na Jirsíkovo náměstí[2]
- 1938 – Jirsíkplatz
- 25. července 1939 – Marienplatz / Mariánské náměstí
- 14. ledna 1942 – Kasseler Platz / Kasselské náměstí (nesprávně Kasselerovo)
- květen 1945 – Jirsíkovo náměstí
- 25. srpna 1950 – náměstí Jana Švermy
- 1955 – Švermovo náměstí
- 1990 – Mariánské náměstí

## Historie

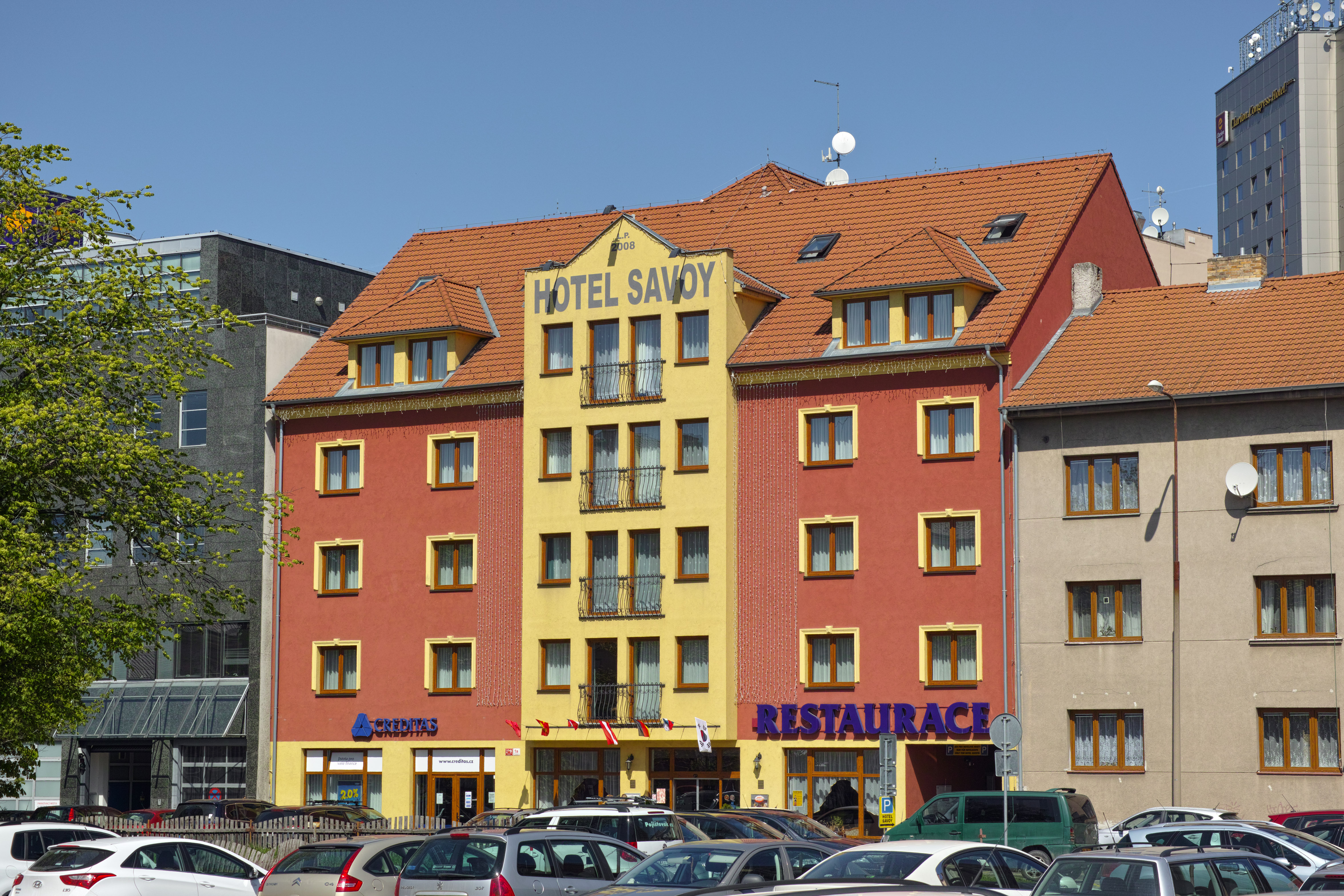
Hotel Savoy dokončený v roce 2008

Mariánské náměstí začalo vznikat za městskými hradbami severně od Pražské brány. Místo bylo rozcestím, odkud vybíhala severně tzv. Pražská silnice (dnes Pražská třída) a západně na Písek tzv. Říšská silnice (dnes Husova třída). Přinejmenším od roku 1533 stál u Pražské silnice gotický dům s poštovním úřadem s hostincem, tehdy obojí v majetku Paula Kheisera. 1613 byl renezančně přestavěn. Úřad se opakovaně přesouval na hlavní náměstí a zpět, hostinec fungoval až do poloviny 20. století. V roce 1716, jako vděk města za přežití morové epidemie 1713, bylo umístěno Mariánské sousoší od Josefa Dietricha. Původně stálo při nynější ulici 28. října (proti ústavu pro hluchoněmé), odkud bylo v roce 1949 odstraněno. Oficiálně proto, že překáželo dopravě. K obnově (kopie soch, sokl originální) došlo po revoluci v současném umístění. V roce 1823, v reakci na epidemie nakažlivých chorob v důsledku kontaminace měšťanských studní, nechal krajský hejtman August Longin Josef Lobkowicz (1797–1842) postavit (poblíž současného umístění sousoší) již neexistující antický chrámek s kašnou, která byla zásobovaná nezávadnou vodou. Českobudějovičtí právovárečníci postavili v letech 1843–1845 budovu Mariánských kasáren, před níž byl v roce 1910 umístěn kamenný rozcestník (od roku 2003 stojí v Krajinské třídě na Sadech).

### U Červeného raka
V roce 1846 nebo 1847 byla za Mariánským sousoším dokončena budova U Červeného raka. Navrhl ji i vybudoval městský stavitel Josef Sander, stala se jeho sídlem a zároveň činžovním domem. V letech 1856–1870 ji využíval učitelský ústav. Roku 1871 dům odkoupil českobudějovický biskup Jan Valerián Jirsík a zřídil v něm ústav hluchoněmých, který fungoval pod různými názvy (například Diecézní ústav pro hluchoněmé, Zvláštní škola internátní pro neslyšící). V letech 1873 a 1878 budovu rozšířil stavitel Jakob Stabernak.

### Metropol a Grand Bio
Roku 1877 vystavěl při Pražské třídě Měšťanský pivovar pivnici Budweiser Bierhalle později stavebně rozšířenou na kavárnu, restauraci a tančírnu Metropol, jež se stala jedním z center městského kulturního a politického života. V roce 1911 vzniklo v zadní části náměstí Grand Bio, jeden z prvních stálých kamenných biografů ve městě (od roku 1949 fungoval pod jménem kino Lípa). Roku 1959 byl zbourán hostinec Na Staré poště a nahrazen výškovou budovou koldomu Perla zahrnující restauraci, kavárnu a kino Vesmír. V roce 1962 nechal krajský tajemník KSČ zbourat restauraci s kavárnou Metropol a kino Lípa, oficiálně pro uvolnění prostoru nové budově divadla na severní straně náměstí. Tajemník však věděl, že zde divadlo nevznikne, neboť měl od banky i ministerstva informaci, že prostředky na výstavbu nejsou a nebudou ani v dlouhodobém výhledu.

### Fotoateliér
Roku 1901 se na Lobkowickém náměstí v domě číslo 5 usadil fotograf Antonín Wildt. Následně přikoupil i dům číslo 6 (dnes Riegrova 1808/7), kde zřídil fotoateliér (inzerovaný jako největší v jižních Čechách) a prodejnu s fotopotřebami. V roce 1920 se odstěhoval do Prahy.
V roce 2007 uzavřela nároží ulice B. Smetany a Pražské třídy nová budova České pojišťovny a o rok později byl dokončen na ni navazující hotel Savoy.

## Pamětihodnosti

### Zaniklé
- ≤1533–1959 Na Staré poště – původní pošta a hostinec v místě koldomu[4]
- 1748–1875 střelnice ostrostřelců
- 1823–? altánek s Lobkowiczovou kašnou[2]
- 1877–1962 Metropol – klasicistní kavárna při Pražské třídě
- 1899–1981 německá zemská hospodářská škola – budova za koldomem
- 1911–1962 Grand Bio – první stálý kamenný biograf ve městě

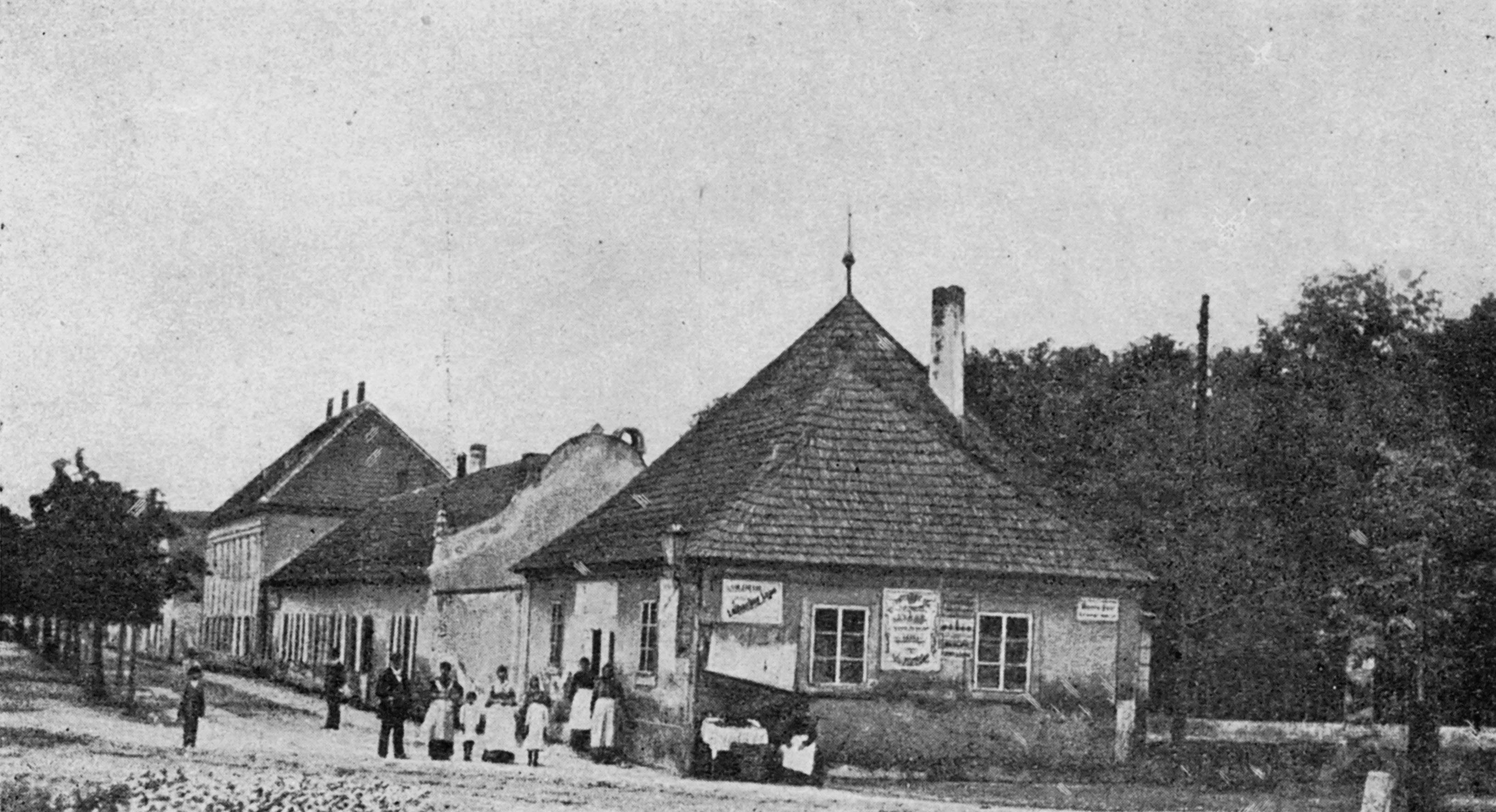
Dům ostrostřelců, zbořen ~1880
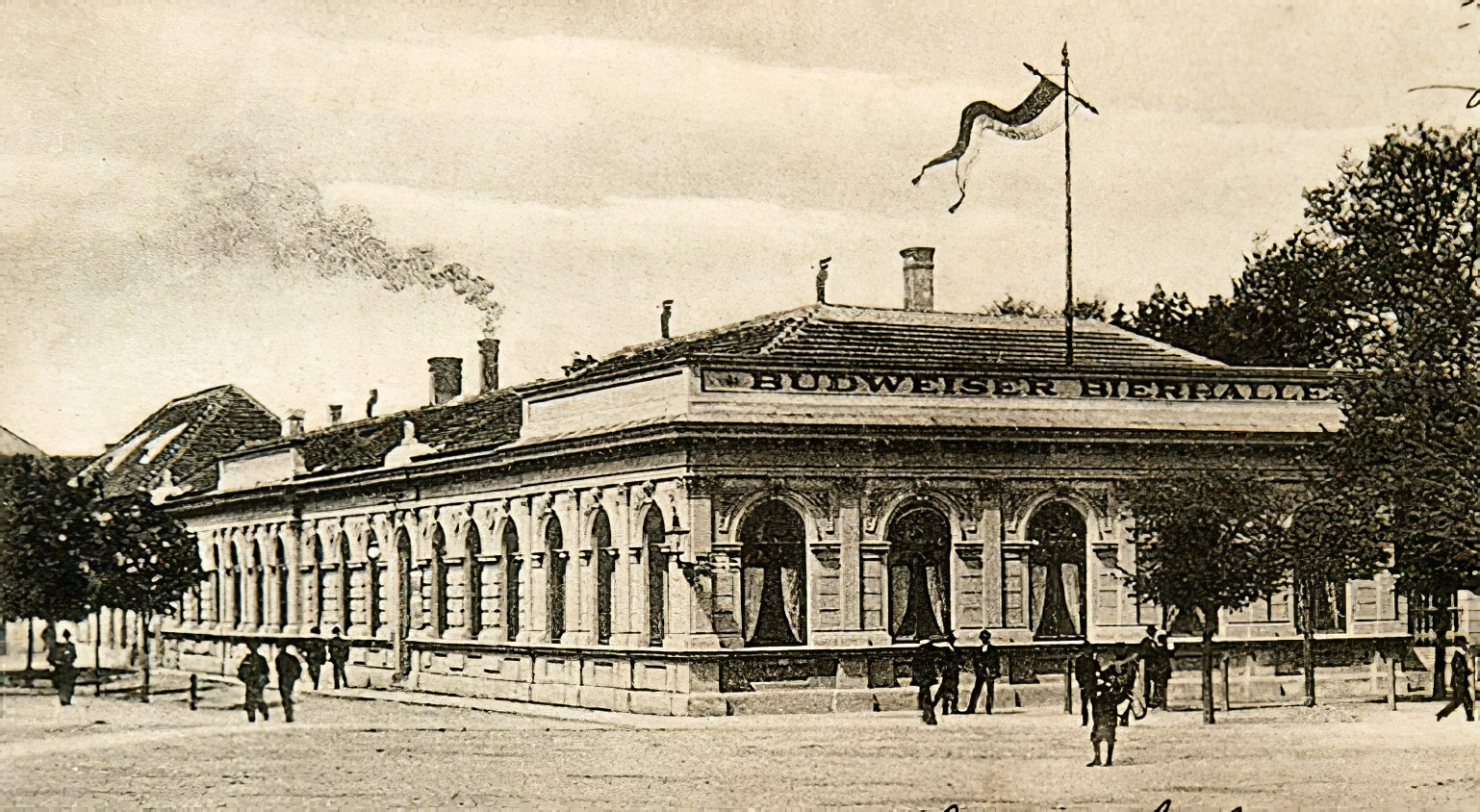
Kavárna Metropol před rokem 1919
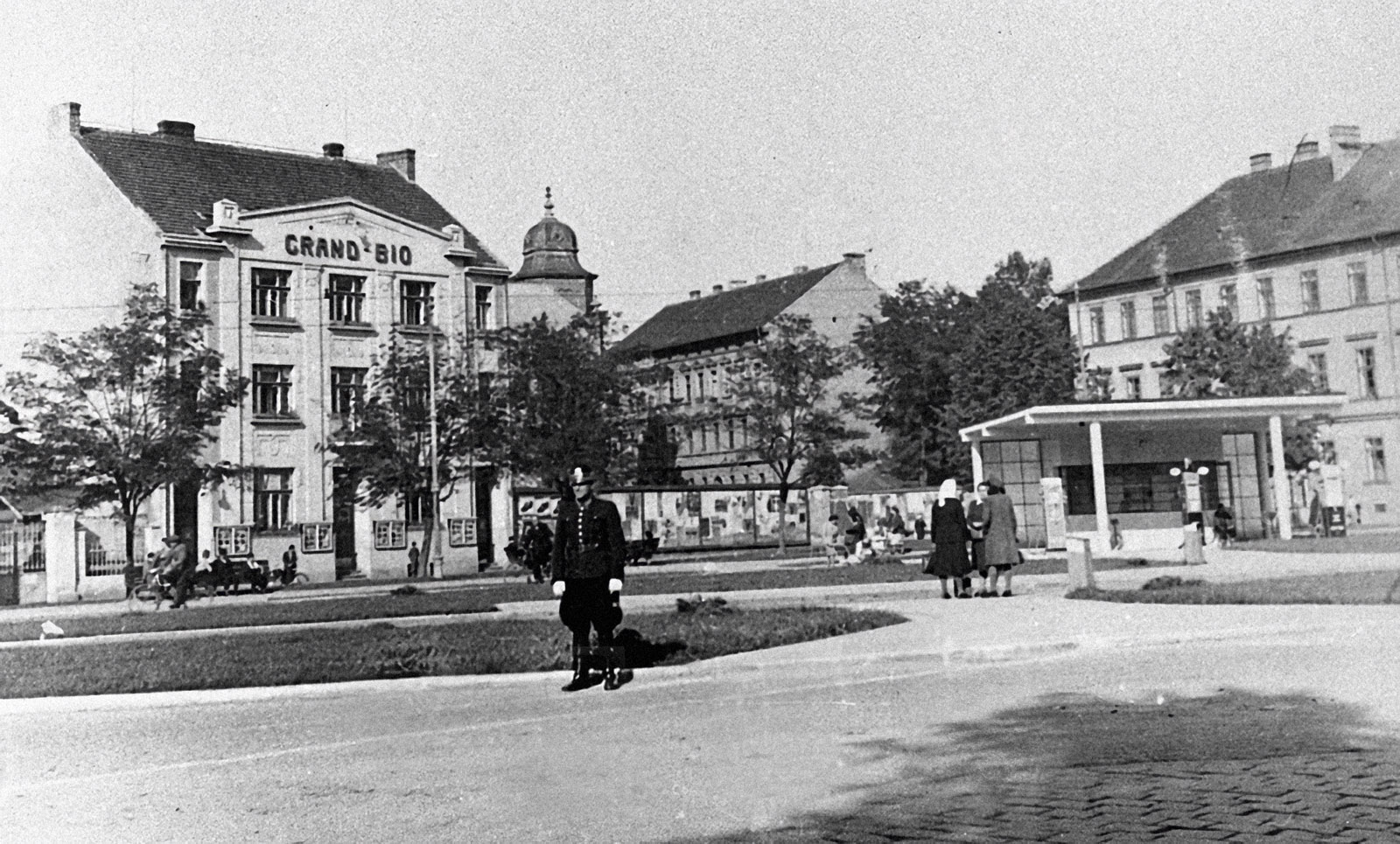
Grand Bio, zbořeno 1962

### Existující
- 1716 – Mariánské sousoší – práce Josefa Dietricha, původně při ulici 28. října, 1. července 1993 obnovená v místě Lobkowicova náměstí, originály soch v Borovanech
- 1843 – Mariánská kasárna –  bývalá kasárna, ve kterých vykonávali vojenskou službu různé významné osobnosti, mj. první prezident České republiky Václav Havel nebo spisovatel Jaroslav Hašek, po roce 2010 byla stavebně upravena pro jiné účely
- 1847 – budova ústavu hluchoněmých (od roku 1871, před ním budova sloužila učitelskému ústavu[2])
- 1910 – historický rozcestník – původně před kasárnami, r. 2003 obnoven v Krajinské a doplněn pamětní deskou, kulturní památka
- 192x – tramvajový sloup – 15. 6. 2016 doplněn pamětním kamenem jako pomník tramvajové dopravy
- 1959 – komplex činžovních domů Perla – první Koldům v jižních Čechách s restaurací, kavárnou, kinem Vesmír a horkovzdušnou sušárnou prádla

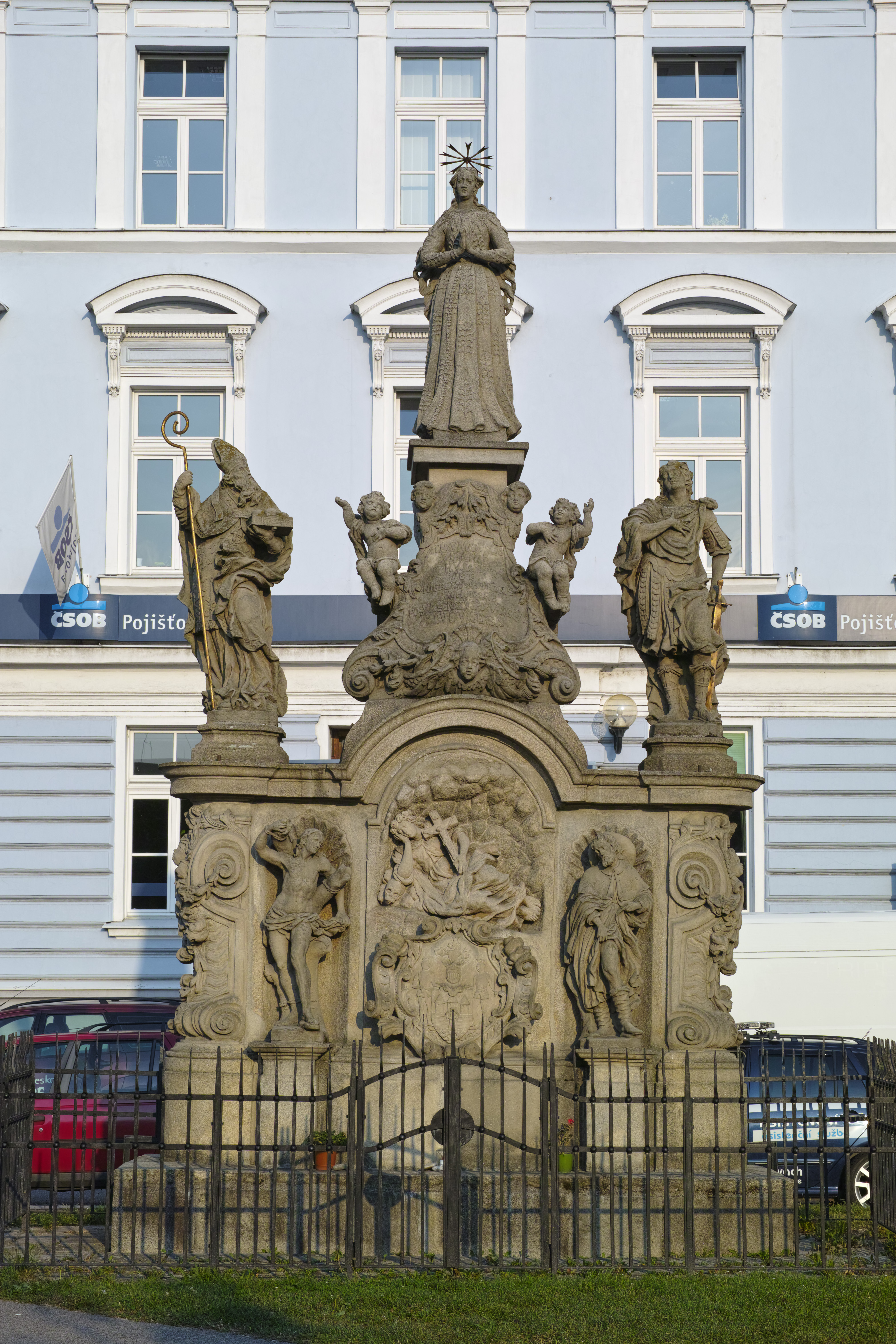
Mariánské sousoší (1716)
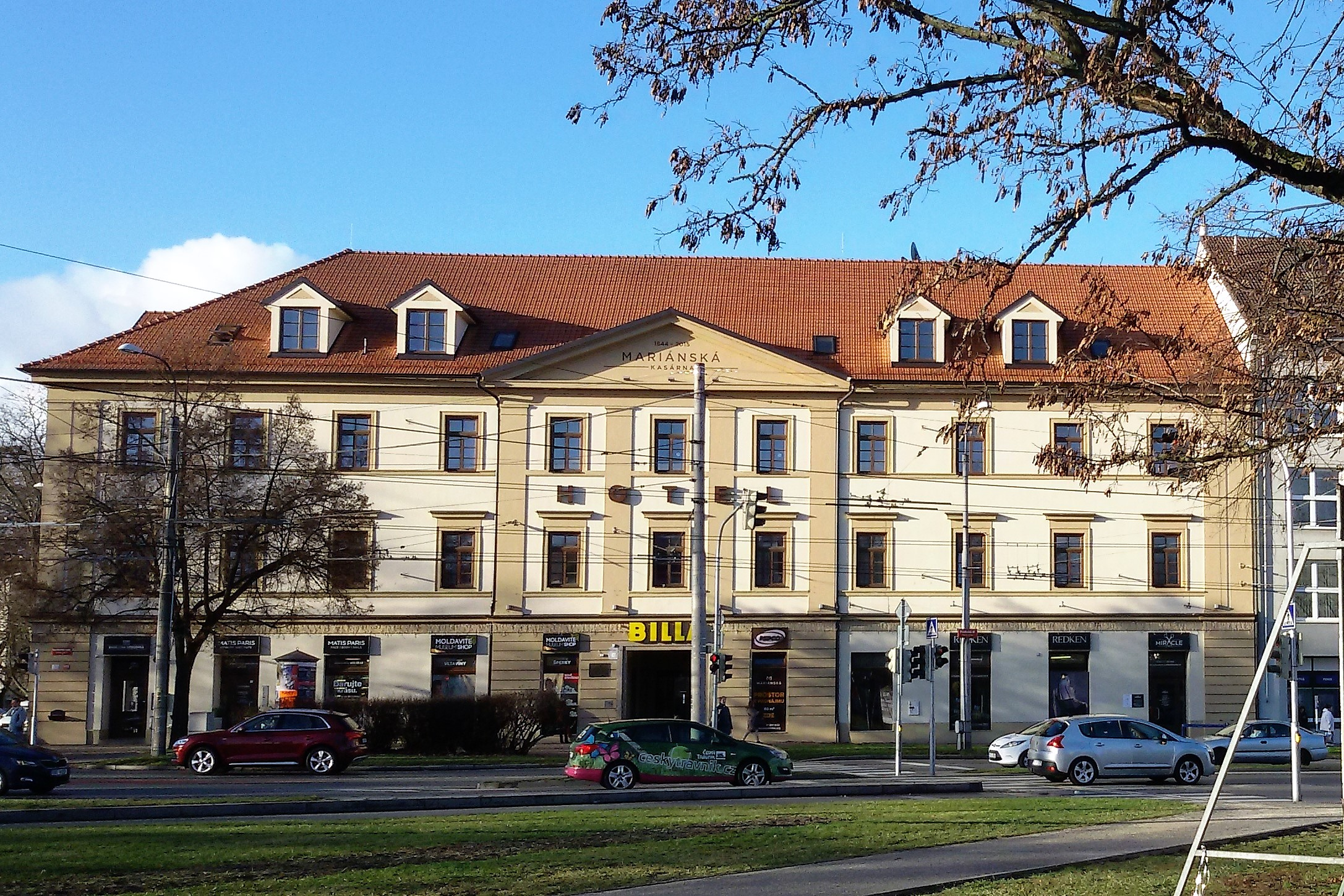
Mariánská kasárna (1843)
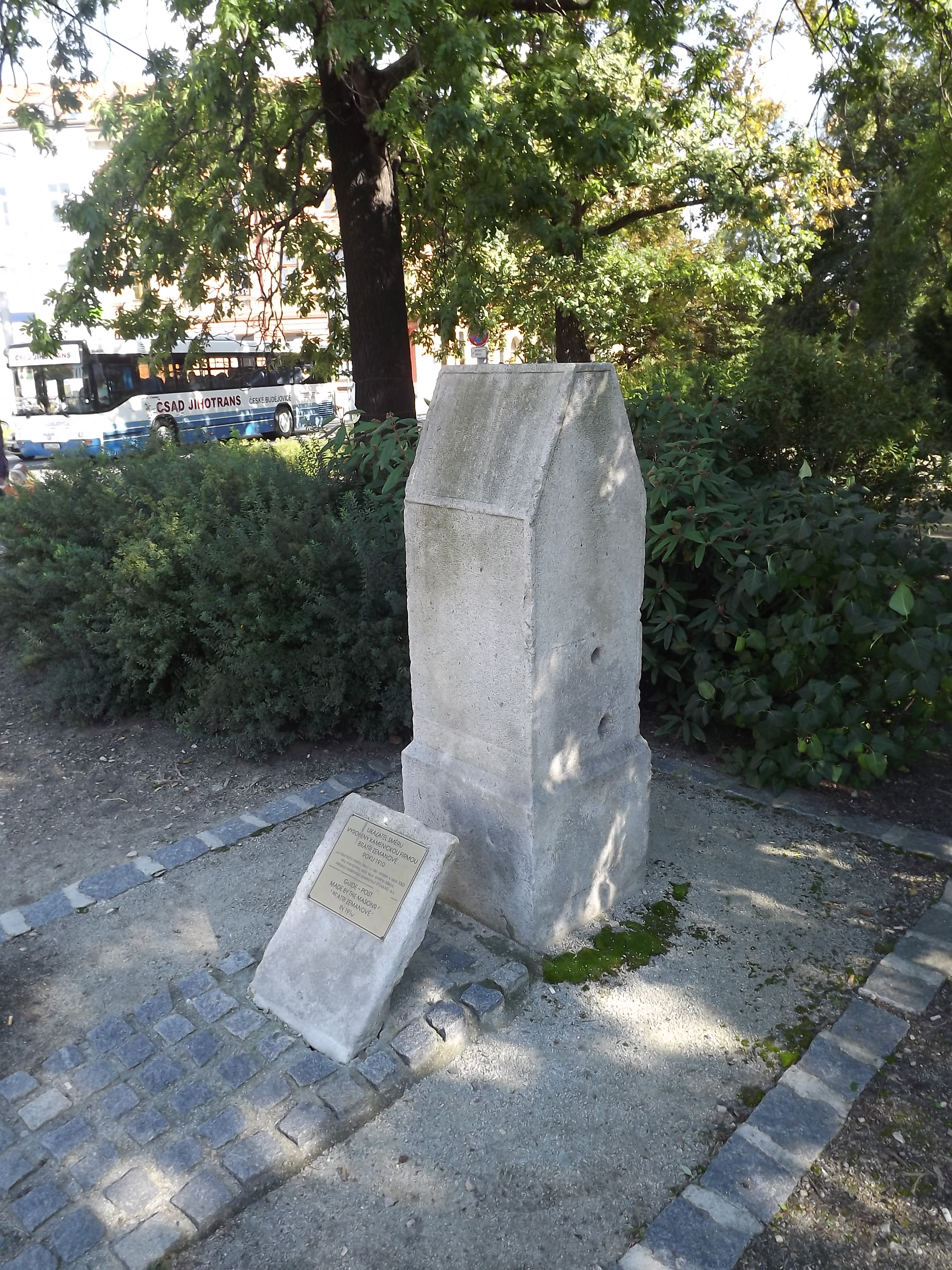
Historický rozcestník (1910)
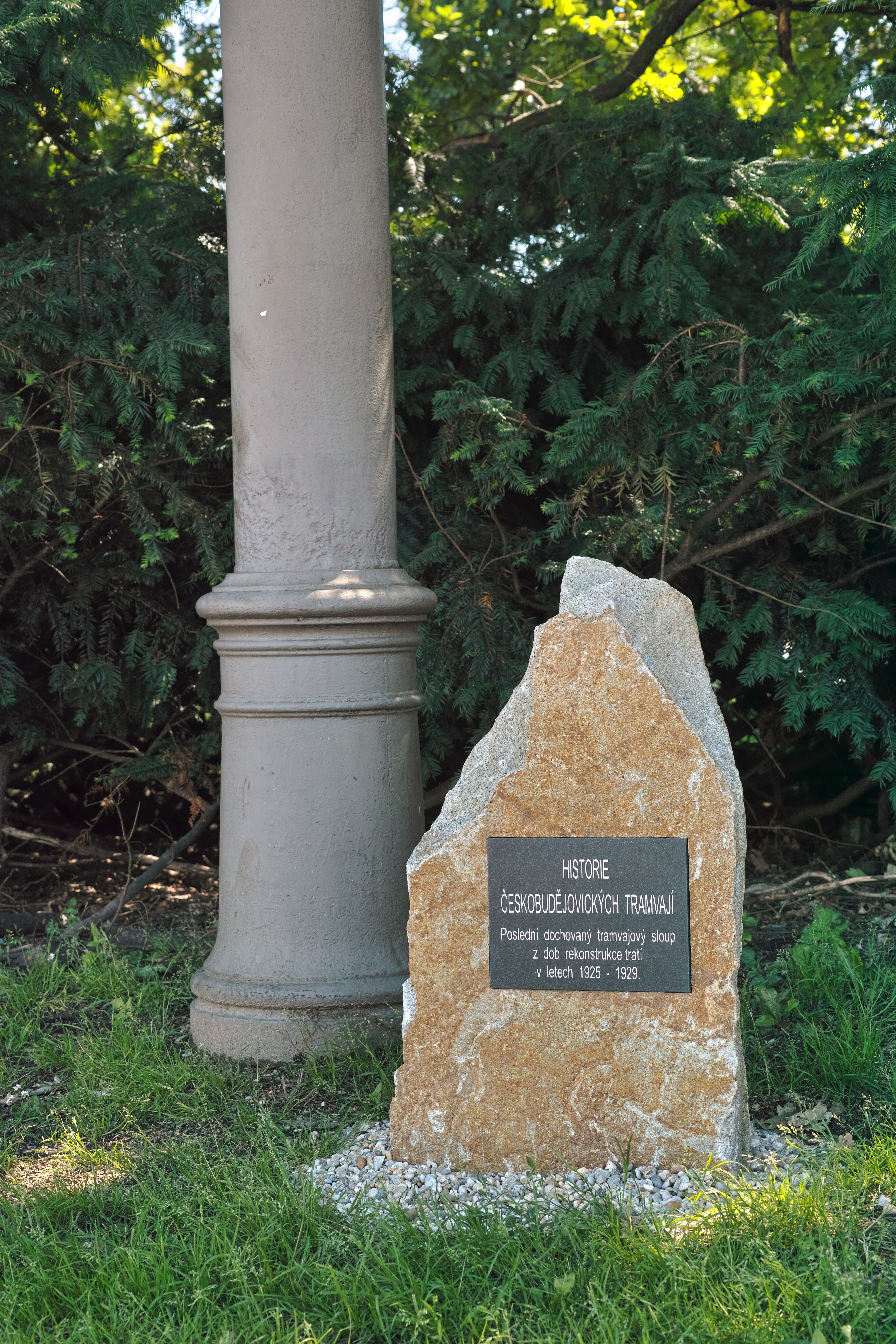
Tramvajový sloup (192x)
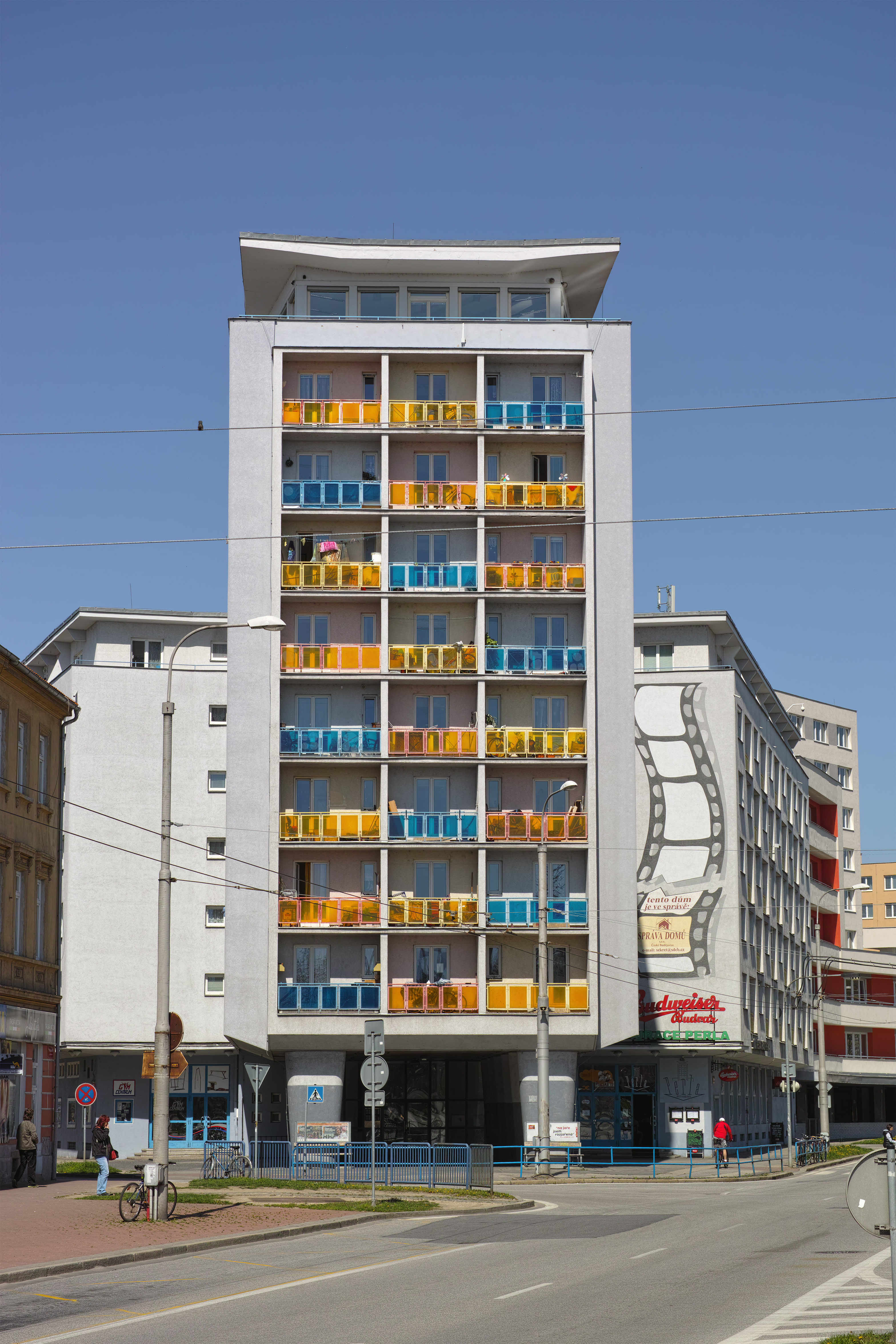
Koldům / Perla (1959)